# Rio Negro (Mato Grosso do Sul)
Rio Negro est une municipalité brésilienne de l'État de Mato Grosso do Sul et la Microrégion de Campo Grande.